# Vigna multinervis
Vigna multinervis là một loài thực vật có hoa trong họ Đậu. Loài này được Hutch. & Dalziel miêu tả khoa học đầu tiên.